# Жан Рањоти
Жан Рањоти (фр. Jean Ragnotti; рођен 29. августа 1945. у граду Карпантрас, у региону Прованса, Француска) је некадашњи француски професионални рели возач.

## Спортска биографија
Међу најзначајнијим његовим победама је освајање релија у Монте Карлу 1981. године, возећи против сународника Жан Марк Андреа у Ауди кватру. Наредне сезоне, возио је Рено 5 турбо, са којим је победио на релију Корзика. Макси верзија истог Рено 5 се поново показала као успешна на европским тркама на асфалту, када је 1985. године Рањоти поново освојио Тур де Корзика, опет возећи у Б категорији на свом врхунцу. 1990. године Рањоти је наставио возити за Рено, овај пут возећи Макси Клио са погоном на предње точкове. Са такмичења се повукао 1995. године након релија на Корзици.